# Statua della Madonna Salus Populi Romani
La statua della Madonna Salus Populi Romani (in italiano «salvezza del popolo romano», nell'accezione di «protettrice») , comunemente nota come Madonnina di Monte Mario, è una scultura posta sull'altura di Monte Mario, che sovrasta la zona nord-ovest della città di Roma.
Alta 9 metri e posta su un basamanto di 18 metri, fu realizzata nel 1953 dallo scultore ebreo Arrigo Minerbi e voluta per mantenere il voto dei fedeli romani che avevano chiesto alla Madonna di salvare la città, evitandole distruzione e morte, nella fase più cruenta degli scontri nel 1944 per la presa della città eterna, contesa tra l'occupante esercito tedesco e le avanzanti truppe alleate durante la Seconda Guerra Mondiale.

## Storia

### Il voto popolare

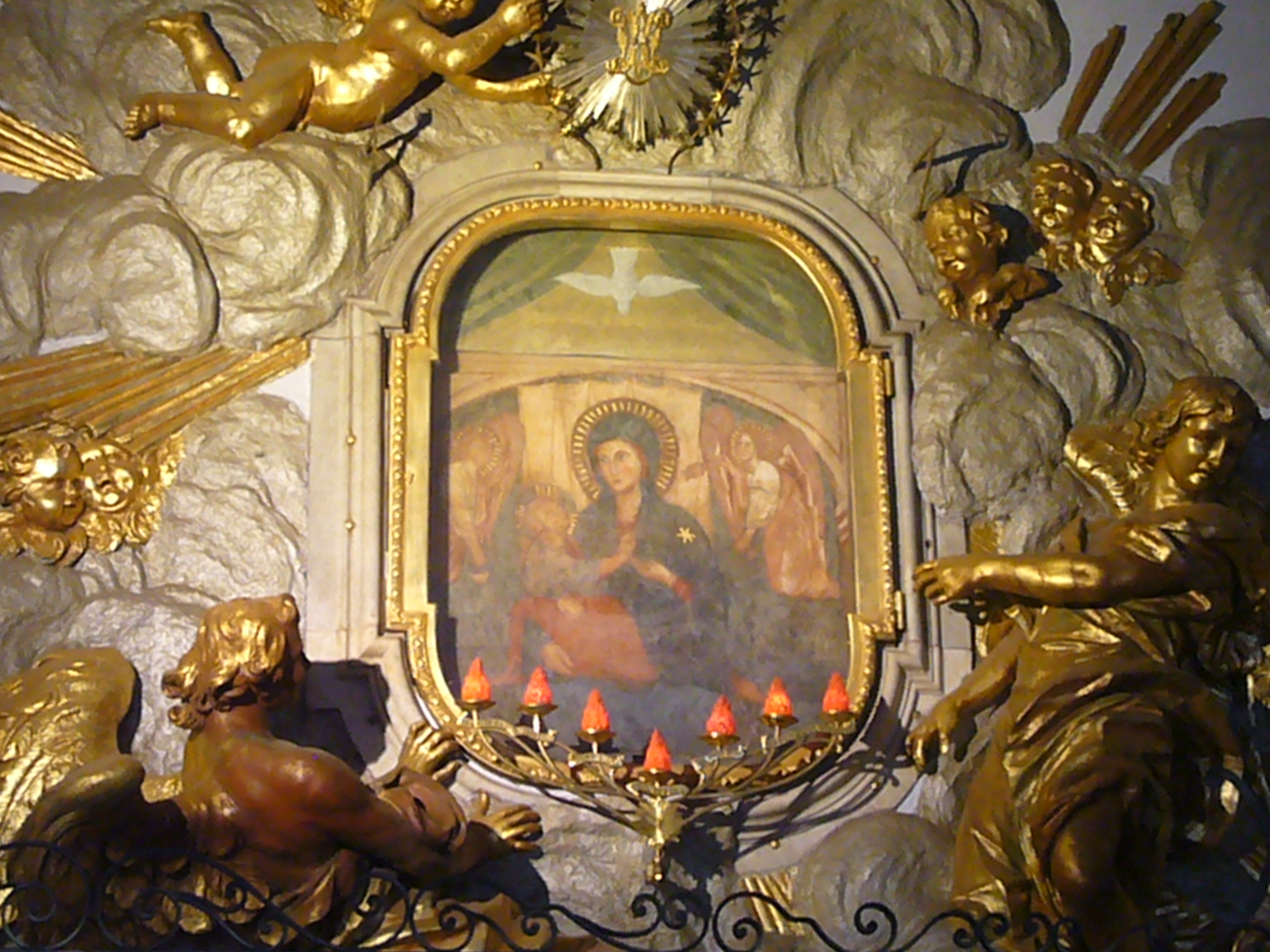
L'icona della Madonna del Divino Amore

Dopo lo sbarco ad Anzio nel gennaio 1944, le truppe alleate avevano cominciato a risalire verso nord ma a maggio di quello stesso anno Roma era ancora in mano ai soldati tedeschi e tra la popolazione romana crebbe il timore che la presa della città avrebbe comportato bombardamenti a tappeto, con il conseguente rischio per le vite umane e per i monumenti e le opere d'arte. Il 28 maggio 1944 Papa Pio XII, durante le celebrazioni della Madonna del Divino Amore, invitò i romani a pregare e ad affidarsi a Maria affinché Roma fosse risparmiata da una tale tragica prospettiva. Seguì allora l'iniziativa dei membri, laici e non, della Piccola opera della Divina Provvidenza, istituzione religiosa ispirata a Don Luigi Orione e per questo detti orionini, tra cui il futuro Papa Paolo VI, che girarono in città per raccogliere firme per pronunciare un voto popolare. Alla fine riuscirono a raccogliere 1.100.000 firme di romani che promettevano alla Madonna, per la salvezza della città, di correggere la propria condotta morale, di istituire un'opera di carità e di realizzare un segno di culto.

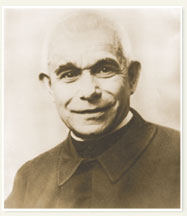
Don Luigi Orione, ispiratore degli orionini che promossero prima il voto dei fedeli e poi realizzarono la statua della Madonna

1) di ricondurre la propria vita a cristiana austerità di costumi,

2) di contribuire come possono alla fondazione di una opera di religione e di carità, in modo che rimanga nei secoli memoria della pietà riconoscente del popolo romano verso la Madonna Santissima»
(Il voto sottoscritto dal popolo romano)
Alle ore 17:00 del 4 giugno 1944, con i soldati anglo-americani alle porte della città e lo scontro ormai imminente, il voto fu letto ufficialmente dal decano dei parroci romani davanti all'icona della Salus Populi Romani del Divino Amore temporaneamente spostata nella Chiesa di Sant'Ignazio per proteggerla dagli eventuali bombardamenti. Tra il 4 e il 5 giugno 1944 Roma fu liberata dagli alleati senza incontrare particolare resistenza da parte dei tedeschi che si ritirarono verso nord evitando di ingaggiare scontri all'interno della città. L'11 giugno 1944 lo stesso Pio XII ringraziò la Madonna per aver protetto la città in quel frangente.

### La realizzazione della statua

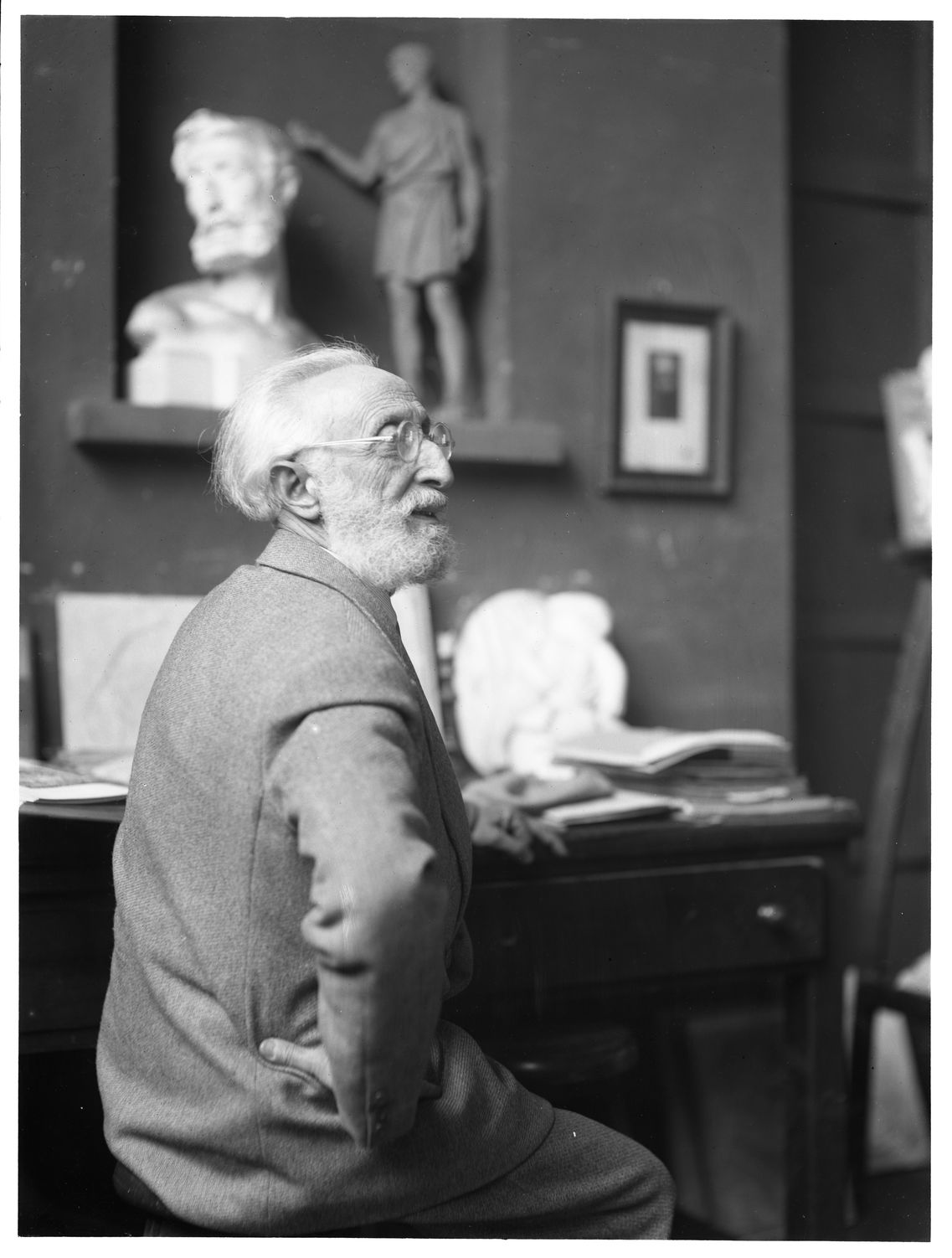
Arrigo Minerbi, autore della statua

Dopo la liberazione gli orionini si impegnarono a mantenere il voto fatto, iniziando da subito con l'opera di carità, riconvertendo due edifici del ex collegio "Littorio", lasciati vuoti dopo la caduta del regime fascista, posti in Via della Camilluccia su Monte Mario per accogliere e curare i tanti minori orfani e mutilati che si aggiravano per la città, anche provenienti da fuori Roma. Solo nel 1952 si riuscì a concretizzare invece l'avvio della realizzazione del segno di culto promesso, ossia una grande statua dedicata alla Madonna da collocare sempre nel complesso di Via della Camilluccia. L'opera fu affidata allo scultore ferrarese di origine ebrea Arrigo Minerbi, che era stato salvato proprio dagli orionini durante il rastrellamento degli ebrei del 1943 da parte dei tedeschi a Roma, e vi collaborò anche Piero Brolis. Realizzata in una fonderia di Milano, fu quindi trasportata in parti su camion a Roma, riunita e montata definitivamente sul suo basamento che la rende visibile da tutta l'area di Roma nord. Fu inaugurata il 5 aprile 1953, giorno di Pasqua.
Successivamente Minerbi realizzò una seconda copia identica della Madonna che fu installata nella zona degli Orient Heights della città di Boston, dove c'è la sede dell'ordine di Don Orione negli Stati Uniti d'America.
A partire dal 1953, ogni anno, intorno il 4 giugno ,anniversario della liberazione di Roma, l'istituzione del Don Orione organizza una manifestazione presso la statua per ricordare il voto dei fedeli romani e rinnovare il ringraziamento alla Madonna.

### Crollo e restauro
Il 13 ottobre 2009 a causa di una tromba d'aria durante un forte temporale che si abbatté su Monte Mario, la statua crollò a terra spezzandosi in più parti. Dopo un restauro sul posto durato cinque mesi e dal valore di 197.000 euro, finanziato dall'Associazione dei Costruttori Romani, e l'utilizzo di 15.000 foglie d'oro per la doratura finale, il 24 giugno 2010 la statua fu riposizionata sul suo basamento ed inaugurata alla presenza di Papa Benedetto XVI.

## Descrizione
La statua della Madonna Salus Populi Romani è realizzata in lamine di rame sbalzato ricoperte con foglie d'oro, ad eccezione del volto e delle braccia che sono in bronzo, ed è sostenuta internamente da un traliccio portante verticale in acciaio. È alta 9 metri, è collocata su una struttura muraria alta 18 metri e pesa 35 quintali. Minerbi per il volto della statua si rifece al pensiero popolare che "i primogeniti matrizzano" ossia che il primo figlio assomiglia sempre alla madre, e quindi si ispirò al volto di Gesù riportato nella sacra sindone per delineare i tratti della Madonna. Le braccia della statua sono disposte per dare il senso di protezione divina offerta a Roma, con il braccio destro che punta verso il cielo e quello sinistro che si estende in avanti come per abbracciare la città sottostante.

### Galleria video
- TG 2000, Roma, compie 65 anni la statua della Madonna di Monte Mario. La sua storia, su YouTube, 4 giugno 2018. URL consultato il 3 giugno 2024.
- TV 2000, Roma e la Madonnina di Monte Mario, su YouTube, 7 febbraio 2024. URL consultato il 3 giugno 2024.